# Nicolas Schindelholz
Nicolas Schindelholz (ur. 12 lutego 1988 w Binningen, zm. 18 września 2022) – szwajcarski piłkarz występujący na pozycji środkowego obrońcy. Wychowanek SC Dornach i FC Basel. W swojej karierze grał w FC Basel U-21, 
FC Thun, FC Luzern i FC Aarau.

## Kariera klubowa
Schindelholz rozpoczął swoją profesjonalną karierę w zespole młodzieżowym FC Basel, gdzie w sezonie 2006/2007 zaliczył pierwsze występy w Swiss Promotion League (trzeci poziom rozgrywkowy). W następnym sezonie stał się podstawowym piłkarzem i odegrał niemałą rolę w tym, że drużyna zdobyła mistrzostwo Promotion League sezonu 2008/2009. Wieloletni obrońca FC Basel i reprezentant Szwajcarii Murat Yakın, który w 2009 roku objął stanowisko trenera FC Thun, zauważył postępy piłkarza i sprowadził Schindelholza wraz z Marco Aratorem i Timmem Klosem do prowadzonego przez siebie klubu. Obrońca podpisał dwuletni kontrakt do końca roku 2011 z FC Thun, który grał wówczas w Swiss Challenge League (drugi poziom rozgrywkowy). Schindelholz początkowo występował w drugiej drużynie, jednak szybko został przeniesiony do pierwszego składu. W sezonie 2009/2010 rozegrał 27 spotkań i zdobył jedną bramkę, a FC Thun został mistrzem Challenge League i awansował do Swiss Super League. 23 września 2010 obrońca zadebiutował w Super League, w meczu przeciwko AC Bellinzona.
Latem 2017 Schindelholz przeniósł się z FC Thun do FC Luzern, gdzie podpisał kontrakt do końca czerwca 2018. Kontuzje sprawiły, że przez 10 miesięcy nie zadebiutował w klubie. W 2018 roku podpisał kontrakt z FC Aarau, prowadzonego przez byłego trenera młodzieżowej drużyny FC Basel, Patricka Rahmena. Latem 2020 podejrzewano, że Schindelholz cierpi na zapalenie płuc, jednak ostatecznie zdiagnozowano u niego nowotwór. Do końca sezonu 2020/2021 nie pojawił się już na boisku.

## Śmierć
Schindelholz zmarł na raka płuc 18 września 2022, w wieku 34 lat. Kondolencje płynęły z całego środowiska piłkarskiego, w tym od byłych klubów FC Aarau i FC Thun.

## Życie prywatne
Nicolas Schindelholz pochodzi z piłkarskiej rodziny, związanej z SC Dornach. Ojciec Nicolasa, Stefan Schindelholz, również był piłkarzem. W swojej karierze grał m.in. w FC Birsfelden pod wodzą Karla Odermatta. W młodości trenował piłkę nożną w Gigersloch - parku sportowym w Dornach. Stefan Schindelholz objął stanowisko trenera w SC Dornach w 1984 roku, doprowadził drużynę z czwartej ligi do pierwszej ligi, trenował również juniorów oraz był prezesem i dyrektorem sportowym SC Dornach. Co ciekawe Nicolas, był jeszcze trenowany przez swojego ojca w SC Dornach, gdzie przeszedł przez wszystkie drużyny juniorskie.
Młodszy brat Nicolasa, Stefan Schindelholz junior, również jest piłkarzem.